# Хевисајдова функција
Хевисајдова функција (звана и јединична одскочна функција), названа у славу Оливера Хевисајда, је прекидна функција која има вредност нула за негативне вредности аргумента и један за позитивне вредности аргумента:
{\displaystyle u(x)={\begin{cases}0,&x<0\\1,&x>0\end{cases}}}
Функција се користи у математици система управљања и обради сигнала да би се представио сигнал који мења стање (укључује се или се искључује) у одређено време и остаје у том стању бесконачно дуго.
Хевисајдова функција представља функцију расподеле случајне променљиве која скоро сигурно има вредност 0.
Хевисајдова функција је интеграл Диракове делта функције.
{\displaystyle u(x)=\int _{-\infty }^{x}{\delta (t)}dt}
Није усвојена јединствена дефиниција за вредност u(0). Неки аутори дају u(0) = 0, неки u(0) = 1. Различите вредности имају смисла у различитим интерпретацијама Хевисајдове функције. u(0) = 1/2 је можда најприхваћенија вредност, јер се тако максимизира симетрија функције, и постаје потпуно конзистентна са сигнум функцијом. Овим долазимо до следеће дефиниције:
{\displaystyle u(x)={\begin{cases}0,&x<0\\{\frac {1}{2}},&x=0\\1,&x>0\end{cases}}}
{\displaystyle u(x)={\frac {1}{2}}\left(1+\operatorname {sgn}(x)\right)}
Често је корисна и интегрална представа одскочне функције:
{\displaystyle u(x)=\lim _{\epsilon \to 0}-{1 \over 2\pi i}\int _{-\infty }^{\infty }{1 \over \tau +i\epsilon }e^{-ix\tau }d\tau }

## Дискретни облик
Можемо такође дефинисати и алтернативни облик јединичне одскочне функције дискретне променљиве n:
{\displaystyle u[n]={\begin{cases}0,&n<0\\1,&n\geq 0\end{cases}}}
где је n цео број.
Ова функција је кумулативна сума Кронекер делта функција:
{\displaystyle u[n]=\sum _{k=-\infty }^{n}\delta [k]\,}
где је
{\displaystyle \delta [k]=\delta _{k,0}\,}
функција дискретног јединичног импулса.